# 贵安新区
贵安新区位于贵州省贵阳、安顺两市之间，地处黔中经济区核心区，涉及贵阳、安顺两市所辖4市(区)21个乡镇，是中国第八个国家级新区，亦是《十二五规划》重点建设的新区。
2012年在国务院国发〔2012〕2号文件《国务院关于进一步促进贵州经济社会又好又快发展的若干意见》中明确提出要“加快建设贵安新区”、“把贵安新区建设成为内陆开放型经济示范区”，在时任贵州省委书记栗战书、省长赵克志领导规划建设。2012年12月由省政府批复设立贵安新区管委会，2014年1月获国务院批复成为国家级新区，定位为西部地区重要经济增长极、内陆开放型经济新高地、生态文明示范区。

## 管辖范围
| 行政隶属 | 行政隶属 | 直管区 新区履行开发建设和经济社会管理职能                            | 代管区 新区组织规划、统筹建设                                                        |
| -------- | -------- | -------------------------------------------------------------------- | ------------------------------------------------------------------------------------ |
| 贵阳市   | 花溪区   | 湖潮苗族布依族乡、党武街道                                           | 石板镇、麦坪镇                                                                       |
| 贵阳市   | 清镇市   | 红枫湖镇平寨村、芦猫塘村、中一村、中八村、兰安村、池菇村、中八居委会 | 红枫湖镇其余辖区                                                                     |
| 安顺市   | 平坝区   | 马场镇、高峰镇                                                       | 鼓楼街道、安平街道、天龙镇、白云镇、夏云镇、乐平镇、十字回族苗族乡、羊昌布依族苗族乡 |
| 安顺市   | 西秀区   |                                                                      | 蔡官镇、七眼桥镇、大西桥镇、旧州镇、刘官乡、黄腊布依族苗族乡                         |

注：黄桶物流园区享受新区政策，不计入新区面积

## 交通
- 沪昆高速、 320国道过境

## 下设机构
中国共产党贵安新区工作委员会、贵安新区管理委员会为中国共产党贵州省委员会、贵州省人民政府正厅级派出机构，由贵安新区规划建设领导小组负责决定贵安新区规划建设的重大方针政策，统筹协调解决贵安新区规划建设中的重大问题和其他重要事项。贵安新区党工委管委会下属机构主要为正县处级。

| - 党工委管委会办公室 - 党工委政治部 - 党工委政法与群众工作部（加挂信访局、司法局牌子） - 经济发展局 - 规划建设管理局（人防办） - 行政审批局（政务中心） - 社会事务管理局 - 公安局（行使市（州）级公安机关执法权限） - 纪工委监察分局 - 财政局（金融办） - 国土资源局 - 环境保护局 - 农林水务局 - 卫生和人口计生局 - 市场监督管理局（加挂工商行政管理局、质量技术监督局、食品药品监督管理局牌子） - 综合行政执法局 - 安全生产监督管理局 | - 公路管理局 - 发展研究中心 - 新闻中心 - 土地收购储备中心（征收安置办公室） - 服务中心 - 公共资源交易中心 - 住房公积金和社会保障服务中心 - 旅游文化产业发展中心 - 人才交流服务中心（副县处级） - 不动产登记中心（副县处级） - 贵安综合保税区 - 综合事务局 - 贸易促进局 - 财政金融局 - 企业服务中心 - 花溪大学城 |

## 现任领导
| 党工委书记 - 胡忠雄（2021年9月至今） 党工委副书记、管委会主任 - 王宏（2024年8月至今） 党工委副书记 - 王嶒（兼管委会副主任，2023年5月至今） - 黄波（2023年至今） 党工委委员 - 毛胤强（兼管委会副主任，2021年1月至今） - 杨志伟（兼管委会副主任，2023年5月至今） - 吴宏春（兼管委会副主任，2023年5月至今） - 吴熙（兼管委会副主任，2023年5月至今） - 杨志荣（兼管委会副主任、贵安综合保税区党工委书记，2023年5月至今） - 侯胜鹏（2023年挂职至今） | 管委会副主任 - 王阳萍（2023年11月挂职至今） 管委会党组成员 - 黄卫（贵安新区公安局党委书记、局长兼，2019年8月至今） |